# Undo It
Undo It è il terzo singolo estratto dall'album Play On della cantante statunitense Carrie Underwood. Il brano sarà inviato a tutte le radio country statunitensi il 24 maggio 2010. Il singolo era già stato pubblicato il 27 ottobre 2009 come promo per l'album a cui appartiene. Ha venduto circa 248 000 copie finora.

## Classifiche
| Classifica (2010) | Posizione massima |
| ----------------- | ----------------- |
| Australia         | 87                |
| Canada            | 43                |
| Stati Uniti       | 23                |